# Горячегорск
Горячего́рск — городской посёлок (до 2011 года — рабочий посёлок) в Красноярском крае России. Входит в городской округ город Шарыпово.

## География
Расположен на берегу реки Базыр.

## История
Указом Президиума Верховного Совета РСФСР от 27 декабря 1956 года населённый пункт при нефелиновом руднике Шарыповского района Красноярского края отнесен к категории рабочих поселков с присвоением ему наименования — Горячегорск.

## Население
| 1959 | 1970  | 1979  | 1989  | 2002 | 2009 | 2010 |
| ---- | ----- | ----- | ----- | ---- | ---- | ---- |
| 4007 | ↘3076 | ↘1772 | ↘1112 | ↘887 | ↘812 | ↘756 |
| 2012 | 2013  | 2014  | 2015  | 2016 | 2017 | 2018 |
| ↘702 | ↘686  | ↘659  | ↘634  | ↗649 | ↘641 | ↘636 |
| 2020 | 2021  |       |       |      |      |      |
| ↘605 | ↘398  |       |       |      |      |      |

## Транспорт
Недействующая железнодорожная станция «Базыр»: рельсы на перегоне Шарыпово-Базыр были украдены и вывезены в 1990-е.